# Douglas X-3 Stiletto
Douglas X-3 Stiletto – (ang. sztylet) eksperymentalny amerykański samolot odrzutowy zbudowany przez Douglas Aircraft Company, charakteryzujący się bardzo smukłą sylwetką i ostro zakończonym dziobem. Podstawowym zadaniem maszyny X-3 było zbadanie wpływu długotrwałego lotu z prędkością naddźwiękową, stąd użycie tytanu jako podstawowego materiału konstrukcyjnego. Silnik samolotu X-3 miał zbyt małą moc, co uniemożliwiło przekroczenie prędkości 1 macha w locie poziomym.

## Historia rozwoju
Douglas X-3 Stiletto był najbardziej interesujący optycznie ze wszystkich wczesnych samolotów eksperymentalnych i równie interesujące były cele postawione przed tą maszyną. Zakładano, że samolot będzie zdolny wystartować o własnych siłach z lotniska, wzbić się na bardzo wysoki pułap, gdzie miał osiągnąć prędkość rzędu 2 machów i utrzymać ją przez odpowiednio długi czas, a następnie wylądować również o własnych siłach. Zamierzano także przetestować krótkie skrzydła o relatywnie dużej cięciwie, małym wydłużeniu i małej grubości, oraz możliwość zastosowania tytanu w konstrukcjach lotniczych.
Kontrakt na budowę dwóch egzemplarzy samolotu X-3 podpisano 30 czerwca 1949 roku. Przewidywane w trakcie opracowywania samolotu silniki okazały się zbyt duże i zbyt ciężkie, niezdolne również zapewnić odpowiedniego ciągu. W rezultacie zastosowano mniejsze i lżejsze, ale także słabsze silniki turboodrzutowy Westinghouse J34.

Pierwszy samolot dostarczono do bazy lotniczej Edwards 11 września 1952 roku. Ze względu na problemy z silnikami i kadłubem wstrzymano konstrukcję drugiego egzemplarza a częściowo gotowy samolot przeznaczono na części zamienne dla pierwszej maszyny.

## Historia użycia
Pierwszy lot samolotu X-3 odbył się 15 października 1952 roku. Był to właściwie długi skok, gdyż podczas testów na ziemi pilot maszyny poderwał ją do lotu na dystansie 1600 metrów. Oficjalny pierwszy lot samolotu miał miejsce 5 dni później, 20 października i trwał około 20 minut. Do końca swojej kariery w grudniu 1953 roku X-3 wykonał 26 lotów wliczając pierwszy skok. Silnik maszyny miał zbyt małą moc, a sam samolot był bardzo trudny w pilotażu. Prędkość startowa była bardzo duża i wynosiła 482 km/h. Najpoważniejszą jego wadą były osiągi znacznie niższe od zakładanych. Pierwszy lot naddźwiękowy z prędkością 1,1 macha został wykonany podczas płytkiego nurkowania pod kątem 15°. Największa prędkość osiągnięta przez X-3 wyniosła 1,208 macha i uzyskano ją podczas nurkowania pod kątem 30° w dniu 28 lipca 1953 roku.
Po zakończeniu programu badawczego przez NACA maszyna została przekazana w grudniu 1953 roku Siłom Powietrznym Stanów Zjednoczonych. Ze względu na słabe osiągi X-3 specjaliści wojskowi wykonali tylko skrócone badania, opierając się głównie na testach profilu skrzydeł. Planowano także przeprowadzenie badań stateczności wzdłużnej maszyny, maksymalnych obciążeń powierzchni skrzydeł i powierzchni sterowych ogona oraz rozkładu ciśnień na powierzchni maszyny.
Jeden z przeprowadzonych 27 października 1954 roku testów polegał na wykonaniu ostrego zwrotu przy prędkości bliskiej barierze dźwięku (0,92 macha) co spowodowało chwilową utratę sterowności nad maszyną na 5 sekund i nieprzewidziane rotacje maszyny. Celem eksperymentu było ustalenie przyczyn tego zjawiska, zaobserwowanego po raz pierwszy w samolocie North American F-100 Super Sabre. Ostatni lot na X-3 wykonano 23 maja 1956 roku, a później przekazano maszynę do Muzeum Sił Powietrznych Stanów Zjednoczonych w bazie lotniczej Wright-Peterson.
Chociaż X-3 nigdy nie osiągnął zakładanej prędkości 2 machów, to wnioski z testów maszyny okazały się bardzo wartościowe. Profil skrzydła użyty w X-3 zastosowano później w samolocie bojowym Lockheed F-104 Starfighter. Ostatecznie także niekorzystna cecha samolotu, jaką była duża prędkość startu i lądowania, przyczyniła się do ulepszenia technologii produkcji opon.